# Ингеборга Эйриксдоттер Норвежская
Ингеборга Эйриксдоттер Норвежская (норв. Ingebjørg Eiriksdatter; 1297—1357) — норвежская принцесса, дочь Эйрика II Норвежского и Изабеллы де Брюс. В замужестве герцогиня Уппланда, Эланда и Финляндии. Во время вдовства состояла в совете регентов при своём племяннике Магнусе Эрикссоне, короле Швеции и Норвегии.

## Жизнь
Её отец Эйрик II умер 15 июля 1299 года, когда Ингеборге было один или два года. Ему наследовал его младший брат Хакон V, поскольку у Эйрика не было сыновей. Её мать никогда повторно не вышла замуж.
В 1300 году мать Ингеборги организовала помолвку трёхлетней дочери с Джоном Магнуссоном, графом Оркнейским (ум. 1311). Брак никогда не состоялся; неясно, была ли помолвка отменена или если он умер до её совершеннолетия.
В 1312 году в Осло состоялась двойная свадьба: двойной свадьбе в Осло Ингеборга вышла замуж за младшего брата шведского короля Биргера, Вальдемара, герцога Финляндии (помолвка также была устроена её матерью), а её двоюродная сестра Ингеборга, единственный законный ребёнок короля Хакона V, вышла замуж за старшего брата Биргера — Эрика, герцога Сёдерманландского. В её приданое входил остров Эланд. В 1316 году у неё родился сын, который умер в младенчестве.
В ночь с десятого на одиннадцатого декабря 1317 года её муж Вальдемар и его брат Эрик были арестованы и заключены в темницу во время визита к их брату, королю Биргеру, в Нючёпинге. После ареста мужа и свояка, она и её двоюродная сестра Ингеборга Хаконсдоттер стали предводителями людей их супругов. 16 апреля 1318 года «две герцогини Ингеборги» заключили договор в Кальмаре с датским герцогом Кристоффером Халланд-Самсо и архиепископом Лэндским Эсгаром, чтобы освободить своих мужей и не заключать мир с королями Швеции и Дании, до того, как они согласятся на это. В обмен две герцогини от имени своих мужей обещали сдержать их ответные обещания. Позже в том же году было объявлено о смерти их мужей. Неизвестно, как именно умерли братья — от голода или же они были убиты.
«Две герцогини Ингеборги» упоминаются в 1318 году как члены правительства наряду с Матсом Кеттилмундссоном. Ингеборга Эйриксдоттер намного пережила своего мужа; она оставаясь в Швеции до самой своей смерти.